# Ułus żygański
Ułus żygański (ros. Жиганский улус, jakuc. Эдьигээн улууһа) – ułus (jednostka podziału administracyjnego w rosyjskiej Jakucji, odpowiadająca rejonowi w innych częściach Rosji) w środkowej części położonej na Syberii autonomicznej rosyjskiej republiki Jakucji.
Ułus ma powierzchnię ok. 140,2 tys. km²; na jego obszarze żyje ok. 5,7 tys. osób, zamieszkujących w 8 osadach. Gęstość zaludnienia na terenie ułusu wynosi 0,04 os./km².
Ośrodkiem administracyjnym ułusu jest wieś Żygańsk.